# Nizariți
Nizariții (Arabă: النزاريون‎ an-Nizāriyyūn; Nezāri Ismaʿilis) fac parte din comunitatea șiiților Ismailiți (Arabă: الإسماعيلية‎ al-Ismāʿīliyya; Persană: اسماعیلیان‎ ). Nizariții și Musta’iliții sau Ṭayyibī Mustaʿlī (Mustaʿlian Ṭayyebi Ismaʿilis) reprezintă astăzi principalele ramuri ale șiismului Ismailit. La momentul actual, terminologia de Nizariți este asociată primordial adepților lui Aga Khan. 
În urma declinului dinastiei Ismailite fatimide și a morții Imamului Abu Tamim Ma’add al Mustansir Billah, cunoscut ca al-Mustansir (Arabă المستنصر‎) în 1094, un grup al Ismailiților a susținut la succesiunea Imamatului pe fiul cel mare al acestuia, Nizar ibn Mutansir Billah (Arabă: ابن المستنصر بالله نزار) – de unde și numele grupării, Nizariți – și s-a mutat în Iran și Siria, unde adepții săi au stabilit principate independente . Ambele grupări (Nizariții și Musta’iliții) își au așadar rădăcinile în perioada fatimidă a istoriei Ismailite iar diferența majoră între cele două grupări este reprezentată de credințele proprii în Imamat (Imamul este liderul spiritual al comunității).
Nizariții cred într-un Imam fizic prezent (Ḥāżer-e Imam). Imamul lor actual (și cel de-al patruzeci și nouălea ca ordine de descendență) este Prințul Karim Aga Khan. Din acest motiv, Nizariții actuali mai sunt numiți și adepți ai lui Aga Khan. Imamatul este considerat o funcție ereditara 
Comunitatea nizarită o surclasează pe cea musta’ilită ca număr de adepți. Nizariții sunt singura comunitate de Șiiți Ismailiți care este astăzi condusa de un Imam prezent și in viață (Hazer wa Mawjud).
Distribuție geografică: Comunitatea nizarită are o prezență globală deși in secolele recente, Ismailiții au fost preponderent o comunitate Indo-Iraniana. Din punct de vedere istoric, comunitatea reflectă diversitatea etnografică a diferitelor regiuni geografice de unde adepții săi au provenit și unde au trăit, care includ Asia Centrală, Persia/Iran, țările arabe și Asia de Sud. Nizariții se regăsesc în mai mult de treizeci de țări diferite, de la Iran, Afganistan, diferite țări din Africa, Bangladeș, India, Pakistan, Siria și Tadjikistan. În perioade mai recente, un număr de Nizariți a migrat în America de Nord și Europa.
În contextele naționale în care trăiesc, Nizariții se ghidează după Constituții Nizarite care uniformizează practici si modalități de organizare interna a comunităților, și încurajează voluntariatul și dezvoltarea îndeosebi în sfera socială, educaționala și economică. Viața spirituală este menținuta în Jamaatkhana, care constituie spații de întâlnire a comunității, spații existente în orice așezământ nizarit. În anumite cazuri, Jammatkhana urile sunt clădiri de o valoare arhitecturală Islamică excepțională.

### Terminologie (eminamente Șiită.Ismailită. Nizarită.)
- Șiiți Septimani, „cu șapte imami”, Sabiyah (Arabă:  سبعية‎). Ismailiții septimani, adeseori confundați cu Ismailiții din perioada actuală (ai căror predecesori sunt), considerau că șirul imamilor vizibili se încheiase odată cu al șaptelea, Muhammad ibn Ismail. Dintre aceștia, unii și-au schimbat părerea atunci când califii fatimizi au venit cu propriile revendicări de a fi considerați imami , considerând ca Imamatul continuă pe linia califilor fatimizi. Din Ismailiții septimani s-au dezvoltat Ismailiții Fatimizi, din care ulterior s-au despărțit Druzii. Cei care au urmat ideologia Ismailită fatimidă, s-au scindat ulterior și au format astfel comunitățile Nizarită și Musta’ilită. Așadar, ca și ideologie, gruparea septimană nu mai există în formula sa consacrată.
- Nizariții (Arabă: النزاريون‎ an-Nizāriyyūn; Nezāri Ismaʿilis). La momentul actual, terminologia de Nizariți este asociată primordial adepților lui Aga Khan.
- Aga Khan (Persană:آقاخان‎; Agha Khan, Āghā Khān, Āqā Khān) este titlul moștenit de Imamii recenți ai Ismailiților Nizariți. Etimologic, titulatura de Aga Khan combină titlul militar de sorginte Turcică Agha (lord, prinț, nobil, șef sau comandant) cu titlul de sorginte Turcică, Mongolă și Persană/Paștună Khan (șef, proprietar,conducător sau prinț). Inițial, conducătorii Turcici au combinat agha și beg și au format titulatura de Agha Beg (titulatură nouă, pentru o persoană reputată) Conducătorii Qajari (Persană: دودمان قاجار‎ ; Dudmân-e Qâjâr) au urmat acest model și au alipit Aga și Khan, formând astfel titulatura de Aga Khan sau Aqa Khan pentru a desemna nobilitatea purtătorului acestui titlu. În protocolul curții dinastiei Qajar din Persia, Khan era un apelativ utilizat pentru comandanții forțelor armate și pentru liderii tribali[5]. Titulatura (în accepțiunea sa religioasă) a fost acordată pentru prima oară în 1818 Imamului Hassan Ali Shah (n.1804 – d. 1881) de către Șahul Persan, Fath Ali Shah. Aga Khan I s-a răzvrătit în 1838 și a fost forțat să părăsească Persia. S-a stabilit în India Britanica. Fiul sau cel mare, Ali Shah a purtat titlul de Aga Khan II pentru o scurta perioada (1830-1835) și după moartea sa în 1835 a fost succedat de fiul său (în vârsta de opt ani la acea data). Aga Khan III a fost cunoscut pe plan internațional ca Sultan Sir Mohammed Shah (n. 1877 – d. 1957). Aga Khan III a fost numit în 1937 drept Președinte al Ligii Națiunilor. A ales sa fie succedat de nepotul său, Karim al-Hussyn Shah (n. 1936), care a devenit astfel Aga Khan IV.
- Khoja (Sindhi: کوجا، خوجا، خواجا ; Kōjā, Khōjā, Khvājeh, Hoja), derivat de la termenul persan khwajah (Persană: خواجه), un titlu onorabil, se referă la cei care s-au convertit în special de la hinduism la Islam (Șiit Ismailit Nizarit îndeosebi) în sub-continentul Indian, începând cu secolul al XIII-lea (al XIV-lea), până în zilele noastre. Convertirile inițiale au fost făcute de pīr-ul persan (lider religios sau invățător) Saḍr-ud-Dīn. Ulterior, forțați a se preface adepți ai altor religii (pentru a evita persecuția) precum hinduismul, Islamul Sunnit sau Ithnā ʿAsharīyah (duodecimani), unii Khoja, în timp, au devenit adepți de drept ai acestor grupări. Astfel, Khoja sunt la momentul actual cu precădere Ismailiți, însă grupuri mai mici aparțin Ithnā ʿAsharīyah  sau Islamului Sunnit. Termenul khoja nu este o denumire religioasă, ci mai degrabă o distincție de castă (întrucât există și Sunniți Khōjās și Șiiți Khōjās). Este recomandat de evitat utilizarea (eronată de altfel) a termenului de Khoja pentru a desemna adepții lui Aga Khan, întrucât Khoja sunt doar o componentă a comunității Nizarite.
- Buhurii sau Bohra sunt în principal Ismailiți Musta’iliți însă există și o minoritate Sunita de Buhuri. Buhurii provin din India de vest. Termenul de Buhuri sau Bohra (sau Bohara sau Vohra) este o reinterpretare a cuvântului Gujarati vahorvu (a comercializa), după obiceiul de baza a castei din care provin aceștia. Confuzii recente: Aceasta terminologie de castă, asociată cu cea religioasă, a produs relative confuzii, și anume, a cauzat Hinduși, Jainiști și Musulmani alții decât Musta'iliții, care se ocupau cu comerțul, să se declare la recensământ ca fiind Bohra. Buhurii sunt cel mai larg grup din cadrul Musta’iliților. Cea mai mare subdiviziune Buhuri este Dawoodi (Daudi) Buhuri. Comunitatea Musulmană din Gujarat își găsește originea în convertirile la Șiismul Ismailit din timpul califului-Imam fatimid al-Mustansir (1036-1094 EN / 427-487 AH). Cei convertiți în sec. al XI-lea constituiau astfel o comunitate compactă care recunoștea da'i mutlaq ul (liderul religios) din Yemen. În urma unei schisme în anul 1426, un număr dintre ei au format Jafari Bohra, care au aderat la ideologia sunnită hanefită. Comunitatea actuală de Jafari Bohra este compusă primordial din agricultori cu reședința în Patan, Gujarat, care sunt descendenți ai misionarului sunit din sec. al XVI-lea Ahmad Jafar al-Shirazi. Alte formațiuni Bohra includ: Daudi Bohra, Sulaymani Bohra, Aliyah Bohra, și altele. La sfârșitul sec. al XVI-lea, grupările de Bohra Ismailite și-au transferat sediul și reședința da'i mutlaq ului în India. Ismaili Bohra urmează școala fatimidă de jurisprudență, care recunoaște șapte stâlpi ai Islamului.
- Dawoodi (Daudi) Bohra constituie cel mare numerous grup Buhuri, considerat de altfel și diviziunea cea mai bine organizată și stabilă financiar. Liderul spiritual (da'i mutlaq) al acestora este în acest moment Muhammad Burhanuddin. Din punct de vedere al organizării religioase, Dawoodi Bohra urmează linia fatimidă. Comunitatea este condusă de da'i mutlaq care este numit de predecesorul sau în funcție. Da'i ul numește de asemenea alte două persoane în poziții imediat inferioare, poziții care se numesc madhun și mukasir. Sub aceștia se găsesc pozițiile de shaykh și mullah. Ritualurile religioase se desfășoară în moschee și în jamaatkhana ua adiacentă moscheii. Dawoodi Bohra utilizează o formă arabizată a Gujarati, numită  lisan al-dawah, care conține o proporție semnificativă de terminologie Arabă și utilizează alfabetul arab. Adepții Dawoodi Bohra numară astăzi aproximativ un milion de credincioși (cifrele sunt dezbătute de specialiști), care locuiesc în India, Pakistan, Orientul Mijlociu, Africa de Est (începând cu sec. al XVIII-lea), și Occident (începând cu 1950).
- Ginan / Ginanuri (Urdu: گنان, Gujarati: ગિનાન) (derivat din Sanskrită: Gnana/(ज्ञान)) desemnează imnuri și poeme cu încărcătură religioasă recitate de șiitii Ismailiți de sorginte Nizarită. La origine, ginanurile erau primordial înregistrate oral de catre Piri (personalități de un înalt nivel spiritual). Ginanurile au fost compuse cu scopul de a interpreta înțelesurile versetelor coranice în limbile vorbite în Asia de Sud, în special Gujarati și Urdu. In comparație cu ginanurile, Ismailiții de alte origini etnice, precum Persanii sau Arabii au recurs la Qaside (Arabă: قصيدة‎)

### Istoric
În secolul al XI-lea Nizariții s-au despărțit de Musta’iliți și s-au stabilit în Iran și Siria. Nizariții au ajuns să fie cunoscuți drept Asasini (Hashshashini, Hashishini, Hashashiyyini) și au rămas la putere până la sfârșitul secolului al XIII-lea. O subdiviziune, condusă de Aga Khan, s-a mutat în India în 1840.

### Dogmă și credință

#### Imamat
Imamii sunt considerați de Nizariți ca Ahl al-Bayt (Arabă: أهل البيت‎) oamenii casei. Imamii, considerați ca intermediari între om și Dumnezeu , au pentru mulți dintre șiiți o aură divină, noțiune total străină sunniților, ca și aceea de imamat.
Ismailiții împart primii șapte imami cu șiitii duodecimani. De menționat însă faptul că există o dispută în ceea ce privește numărătoarea, întrucat unele grupări se referă la ’Ali ca fiind primul Imam, în timp ce altele îl consideră pe Hassan ca fiind primul. Adițional, unele grupări îl consideră pe Hassan ca fiind succesorul lui 'Ali, în timp ce altele pe Hussein (nenumărându-l pe Hassan). Ziadiții s-au rupt de acest fir de succesiune după Ali ibn Hussein, urmându-l pe Zayd ibn Ali în locul lui Muhammad al-Baqir.

##### Succesiunea Imamilor Nizariți
Lineația Imamilor Nizariți este următoarea (pe cât posibil, s-au urmărit și elementele comune cu alte grupări șiite):
Imami comuni Ismailiților (Nizariți și Musta’iliți), și Duodecimanilor - Cu specificațiile din paranteze
- 1.1. Ali ibn Abi Talib (Arabă:   علي بن أبي طالب,) ʿAlī ibn Abī Ṭālib  (considerat primul de către Nizariți, dar nenumărat de Musta’iliți. Musta’iliții îl consideră „Fondatorul”sau „Fundația”)
- 1.2. Hassan ibn `Ali ibn Abi Ṭalib (Arabă:   الحسن بن علي بن أبي طالب ) (numărat de Musta’iliți  dar nu de Nizariți. Nizariții il consideră pir nu Imam)
- 2. al-Ḥussayn ibn ‘Alī ibn Abī Ṭālib ( Arabă:  الحسين بن علي بن أبي طالب ) (considerat ca al doilea Imam atât de Nizariți cât și de Musta’iliți)
- 3.	Ali ibn Husayn (Arabă:  علي بن الحسين ) cunoscut ca Zayn al-Abidin  (Podoaba credincioșilor)  și Imam al-Sajjad (Imamul prosternat)
- 4.	Muḥammad al-Bāqir (Arabă:  محمد الباقر  ) cunoscut ca abu Ja'far sau al-Baqir (Cel care împarte cunoaștere). Numele său complet a fost Muhammad bin 'Ali bin al-Husayn bin Ali bin Abi Talib
- 5.	Ja`far ibn Muḥammad al-Ṣādiq. (Arabă:  جعفر بن محمد الصادق )

Ismailiții și Ziadiții se despart de Duodecimani în ceea ce privește succesiunea Imamului Ja’far . Ismailiții consideră că succesiunea corectă este de la Ja’far la fiul său cel mare Ismāʿīl. Duodecimanii cred că Imamului Ja’far i-a succedat fratele lui Ismāʿīl, Imamul Musa al-Kazim. Ziadiții și Ismailiții cred în succesiunea lui Ismāʿīl și dupa el, a fiului sau Muhammad ibn Ismāʿīl.
Așadar, Imami comuni Ismailiților (Nizariți și Musta’iliți), și Ziadiților:
- 6. Ismāʿīl ibn Ja’far (Arabă: إسماعيل إبن جعفر), fiul lui Jaʿfar și urmașul său pe linia imamatului

- 7. Muhammad ibn Ismāʿīl (Arabă: محمد إبن إسماعيل), fiul lui Ismāʿīl, a murit în timpul lui Harun al-Rashid (786-809)

Grupul care a crezut că Muhammad ibn Ismail era Mahdi care a intrat în ocultare și că acesta se va întoarce din nou pe pământ într-o zi, a ajuns să fie numit drept Septimani. Această terminologie este adeseori utilizată incorect pentru Ismailiți, care s-au separat de Septimani și au continuat să creadă în succesiunea ulterioară pe linia Imamatului.
În tradiția fatimidă, Imamatul a continuat pe următoarea succesiune:
- 8. Aḥmad al-Wafī (născut ʿAbd Allāh ibn Muḥammad ibn Ismāʿīl (al-Wafī)), (m. 829), I-ul Da'i al misiunii Ismāʿīlī , conform tradiției Ismāʿīlī, fiul lui Muḥammad ibn Ismāʿīl
- 9. Muḥammad at-Tāqī (născut Aḥmad ibn ʿAbd Allāh ibn Muḥammad (at-Tāqī)), (m.-840), fiul lui ʿAbd Allāh ibn Muḥammad, Al II-lea Da'i al misiunii Ismāʿīlī, conform tradiției Ismāʿīlī;
- 10. ʿAbd Allāh ar-Raḍī/al-Zakī (născut al-Ḥusayn ibn Aḥmad ibn ʿAbd Allāh (ar-Raḍī)), (m.-909), fiul lui Aḥmad ibn ʿAbd Allāh, Al III-lea Da'i al misiunii Ismāʿīlī, conform tradiției Ismāʿīlī;
- 11. Ubayd Allah al-Mahdi Billah, fiul lui al-Ḥusayn ibn Aḥmad, Al patrulea Da'i al misiunii Ismāʿīlī, auto-declarat Imām, I-ul Calif fatimid, m. 934
- 12. Muhammad al-Qaim Bi-Amrillah, Al II-lea Calif fatimid, m. 946
- 13. Ismail al-Mansur, Al III-lea Calif fatimid, m. 953
- 14. Maʿād al-Muʿizz li-Dīnillāh, Al IV-lea Calif fatimid, m. 975
- 15. Abū Manṣūr Nizār al-ʿAzīz billāh, Al V-lea Calif fatimid, 996
- 16. Al-Ḥakīm bi-Amrillāh, Al VI-lea Calif fatimid, dispărut în 1021.
- 17. ʿAlī az-Zāhir li-Iʿzāz Dīnillāh, fiul lui al-Hakim, Al VII-lea Calif fatimid, m. 1036.
- 18. Abū Tamīm Ma'add al-Mustanṣir bi-llāh, fiul lui Ali az-Zahir, Al VIII-lea Calif fatimid, m. 1094.

După moartea sa, succesiunea a fost disputată. Malik al-Afdal l-a plasat la succesiune pe fiul mai mic al lui Mustansir, Al-Musta'li. Această succesiune a fost contestată de fiul cel mare al lui Mustansir, an-Nizar, însă acesta a fost înfrânt și a murit în închisoare. Această dispută a dus la schisma dintre Nizariți și Musta’iliți.
Următorii Imami sunt recunoscuți doar pe linie Nizarită:
- 19. Nizār b. al-Mustanṣir billāh (Arabă: ابن المستنصر بالله نزار) (fiul lui Abū Tamīm Ma'add al-Mustanṣir bi-llāh), m. 1095.
- 20. Al-Hādī ibn Nizār (Arabă:  الهادي ) (ascuns)
- 21. Al-Mutadī (Arabă:  المهتدي) (ascuns)
- 22. Al-Qāhir (Arabă:  القاهر ) (ascuns)
- 23. Ḥassan II ʻAlā Dhikrihi-s-Salām (Arabă: حسن على ذكره السلام ) (al IV-lea Lord al Alamutului, audo-declarat Imam în 1164, m. 1166)
- 24. Nūr-al-Dīn Muḥammad II (Arabă: نور الدين محمد ) sau Aʻlā Muḥammad (Arabă:  اعلى محمد ) (în Alamut, m. 1210)
- 25. Jalālu-d-Dīn Ḥassan III (Arabă: جلال الدين حسن ) (în  Alamut, m. 1221)
- 26. ʻAlāʼ ad-Dīn Muḥammad III (Arabă:  على الدين محمد ) (în Alamut, m. 1255)
- 27. Ruknu-d-Dīn Khurshāh (Arabă: ركن الدين خرشاه ) (ultimul Lord al Alamutului, m. 1257, ucis de Mongoli)
- 28. Shamsu-d-Dīn Muḥammad (Arabă:  شمس الدين محمد ) (ascuns, m. 1310)
- 29. Qāsim Shāh (Arabă:  قاسم شاه ) (ascuns)
- 30. Islām Shāh (Arabă:  اسلام شاه ) (ascuns, s-a stabilit în Anjudan)
- 31. Muḥammad Islām Shāh (Arabă:  محمد ابن اسلام شاه ) (ascuns, m. cca.1463)
- 32. Al-Mustanṣir billāh II (Shāh Qalandar) (Arabă:  المستنصر بالله ) (a stabilit imamatul public – prin practica taqiyya - în Anjudan, m. 1498)
- 33. ʻAbdu-s-Salām Shāh (Arabă:  عبد السلام شاه ) (în Anjudan)
- 34. Gharīb Mīrzā (Arabă:  غريب ميرزا ) (în Anjudan)
- 35. Abū Dharr ʻAlī (Arabă:  ابو ذر علي ) sau Nūru-d-Dīn (Arabă:  نور الدين ) (în Anjudan)
- 36. Murād Mīrzā (Arabă: مراد ميرزا ) (executat în 1574 de Shahul Tahmasp al Iranului)
- 37. Dhū-l-Fiqār ʻAlī (Arabă:  ذو الفقار علي ) sau Khalīlullāh I (Arabă:  خليل الله ) (în Anjudan, m. 1634)
- 38. Nūru-d-Dīn ʻAlī (Arabă:  نور الدين علي ) (în  Anjudan, m. 1671)
- 39. Khalīlullāh II ʻAlī (Arabă:  خليل الله علي ) (ultimul imam al Anjudanului , m. 1680)
- 40. Nizār (Arabă:  نظار ) (a întemeiat imamatul în Kahak, m. 1722)
- 41. As-Sayyid ʻAlī (Arabă:  السيد علي ) (în Kahak)
- 42. Ḥasan ʻAlī (Arabă:  حسن علي ) (a stabilit imamatul în Shahr-e Babak, Kerman, primul imam care a abandonat practica taqiyya)
- 43. Qāsim ʻAlī (Arabă:  قاسم علي ) (în Kerman)
- 44. Abū-l-Ḥasan ʻAlī ibn Qāsim ʻAlī (Arabă:  ابو الحسن علي ) (numit guvernator provincial al Kerman, m. 1792)
- 45. Shāh Khalīlullāh III (Arabă: شاه خليل الله ) (în Kahak, apoi începând cu 1815 în Yazd, omorât în 1817)
- 46. Ḥassan ʻAlī Shāh Āgā Khān I (Arabă: حسن علي شاه اغا خان ) sau Shāh Ḥassan ʻAlī (Arabă: شاه حسن علي (n. 1804, m. 1881; conduce din 1817 până în 1881)
- 47. Āqā ʻAlī Shāh Āgā Khān II (Arabă: اقا علي شاه اغا خان ) sau Shāh ʻAlī Shāh (Arabă: شاه علي شاه ) (n. 1830, m. 1885; conduce din 1881 până în 1885)
- 48. Sulṭān Muḥammad Shāh Āgā Khān III (Arabă: سلطان محمد شاه اغا خان ) (n. 1877, m. 1957; conduce din 1885 până în 1957)
- 49. Actualul Imām Shāh Karīmu-l-Ḥussaynī Āgā Khān IV (Arabă: شاه كريم الحسيني اغا خان ) (n. 1936; conduce din 1957)

#### Cei șapte stâlpi ai IslamuluiFurū‘ al-Dīn
Ismailiții susțin existența a șapte stâlpi ai Islamului , fiecare dintre aceștia având trei niveluri diferite de înțeles și practică: 
- nivel exoteric (ẓāhir). Asociat cu sharī‘ah (legea).Alternativ numit islām (supunere)
- nivel esoteric (bāṭin). Asociat cu ṭarīqah (calea).Alternativ numit imān (credință)
- nivel esoteric al esotericului (bāṭin al-bāṭin). Asociat cu ḥaqīqah (realitatea interioară). Alternativ numit iḥsān (frumusețe)

Pentru fiecare stâlp există trei stări diferite. Spre exemplu, ṣawm există în trei stări: ẓāhirī ṣawm, bāṭinī ṣawm, și ḥaqīqī ṣawm.
„{{{1}}}”
Forma exoterica (ẓāhir) este disponibilă oricui în orice tradiție religioasă. Înțelesul esoteric (bāṭin) este disponibil doar inițiaților (murīds) drumurilor spirituale (ṭurūq – plural de la ṭarīqah) – și deci acest înțeles esoteric aparține direct celor ce sunt da‘wah Ismailiți sau ṭarīqah ai Islamului. Realitatea interioară ḥaqīqah – esotericul esotericului (bātin al-bāṭin) – este universal dar doar direct perceput de către mistici, învățați și sfinți ai marilor religii. Nizariții cred că ḥaqīqah este unul și același pentru toate credințele și este Religia lui Dumnezeu, Religia Adevărului sau religio perennis.
Cele trei niveluri (ẓāhir, bāṭin, ḥaqīqah) ale Stâlpilor Islamului corespund celor trei facultăți de cunoștințe ale ființei umane. Zāhir este perceput de simțurile externe ale corpului (jism). Bāṭin este știut și conceptualizat prin intermediul facultăților interioare (memorie, imaginație, reflecție, rațiune, etc.) ce aparțin sufletului rațional (nafs al-nātiqah). Haqīqah este perceput și imaginat prin intermediul intelectului (‘aql) care se afla în inima (centrul) sufletului rațional. De aceea, se considera ca a practica forma:
- ẓāhirī a Stâlpilor înseamnă a îl sluji pe Dumnezeu în mod fizic, cu trupul
- bāṭinī a Stâlpilor înseamnă a îl sluji pe Dumnezeu în mod psihic și rațional, cu sufletul
- ḥaqīqī a Stâlpilor înseamnă a îl sluji pe Dumnezeu în mod spiritual și intelectual, cu inima-intelect.

Fundația: Shahada sau declarația de credință nu este considerată un stâlp al Islamului precum în alte școli Islamice, ci mai degrabă fundația pe care se sprijină cei șapte stâlpi. Recitarea Shahadei (La ilaha illa Allah wa Muhammadun rasulu l-Lah) „Nu există dumnezeu în afară de Dumnezeu iar Mohammed este profetul Lui” confirmă apartenența credinciosului la Islam. Șiiții (Naziriții inclusiv) adaugă wa 'Aliyun wali Allah (arabă علي ولي الله), „iar Ali este gardianul [trimis] de Allah” la sfârșitul Shahadei.
Cei șapte stâlpi sunt următorii:
1. Walayah sau Tutelă (Arabă: ولاية‎) denotă dragostea si devoțiunea față de Dumnezeu, profeți, scriptură, imami și Da’i (Misionari). În doctrina Ismailită, Dumnezeu este dorința adevărată a fiecărui suflet.
2. Taharah sau Puritate (Arabă:  طهارة‎); Ismailiții acordă o atenție deosebită purității și practicilor legate de aceasta. Nizariții îi conferă și un sens ezoteric, și o aplică și în sensul purității minții, sufletului și activităților lor.
3. Salat sau Rugăciunea (Araba:  صلاة‎); Spre deosebire de Suniți și de Duodecimani, Nizariții consideră că este decizia Imamului curent să stabilească stilul și forma rugăciunii și din acest motiv, practicile Nizarite curente sunt rugăciunea zilnică (du’a) de trei ori pe zi. Obligativitatea celor trei rugăciuni zilnice a fost corelată cu cele trei mențiuni din Coran și anume răsărit, înainte de apus si după apus[6]. Nizaritii, precum sufiții, practică dhikr sau zihr „amintirea” lui Allah, a Profeților si a Imamilor, care poate fi performat cu voce tare sau in tacere.
4. Zakat sau Dania (arabă زكاة). Cu excepția druzilor [7], toate Madhaburile Ismailite au practici ce se apropie de Sunniți sau Duodecimani, la care se adaugă caracteristica Șiită khums, adică plata către Imam a 1/8 din banii necheltuiți la sfârșitul anului. Pe lângă khums, Ismailiții mai plătesc 12,5 % din venitul brut lunar către Imam, care este transferată în conturile centrale și redistribuită prin proiecte de binefacere, spre exemplu, de către Fundația Aga Khan in cazul Nizariților. Nizariții sunt în special încurajați să facă munca de voluntariat în spațiile comunității și să își ofere cunoștințele în anumite domenii în folosul comunității; spre exemplu în domeniul medical, legal.
5. Sawm sau Postul (arabă صوم‎); Nizariții și Musta’iliții cred atât în sensul metaforic cât și în cel literar al postului. Cel literar este postul în luna Ramadan iar sensul metaforic este acela de a evita săvârșirea de acte ce pot distrage omul de la scopul de a tinde spre Divinitate.
6. Hajj sau Pelerinajul (arabă حج) Hajj-i-Zahiri este pelerinajul la Mecca și Hajj-i-Batini este a se afla în prezența Imamului.
7. Jihad sau Lupta (arabă جهاد) are în principiu înțelesul consacrat în Sunism și include Jihadul Mic și Jihadul Mare. Ismailiții sunt îndemnați însă să evite provocarea, și să facă uz de forță doar ca ultim resort, și doar în caz de auto-apărare.

### Personalități Nizarite
- Abu Ali Sina Balkh (Avicenna; Ibn Sina) (Arabă: أبو علي الحسين ابن عبد الله ابن سينا‍; n. cca. 980 – m. iunie 1037) este unul dintre cei mai renumiți oameni de știință Musulmani și autorul Canonului Medicinei. Abu Ali Sina Balkh a fost printre altele un renumit matematician, fizician, filozof, chimist, geolog, poet. Dintre cele 450 de lucrări cunoscute ca aparținându-i, aproximativ 240 mai există, incluzând 150 de lucrări filozofice și 40 medicale. [deși apartenența sa la diferite madhaburi Șiite este încă disputată]
- Nasir al-Din Nasir Hunzai, Dr. Allamah Nasir al-Din Nasir Hunzai (Urdu: اللامہ ناصر الدین ناصر ہونزاا; n. 1917) este un scriitor și poet pakistanez, cunoscut îndeosebi pentru cercetările sale în domeniul Islamului (inclusiv madhabul Ismailit) și al limbii burushaski. Cărțile sale au fost traduse în engleză, franceză, suedeză, Persană, turcă și gujarati.
- Sir Ben Kingsley, (n. Krishna Pandit Bhanji; 31 decembrie 1943) actor britanic și câștigător al Oscarului.
- Muhammad al-Maghut (n. 1934- m. 3 aprilie 2006) (Arabă: محمد الماغوط) scriitor și poet sirian.
- Muhammad Ali Jinnah, Gujarati: મુહમ્મદ અલી જિન્ના, Urdu: محمد علی جناح (n. Mahomedali Jinnahbhai; 25 decembrie 1876 – m. 11 septembrie 1948) fondatorul Republicii Islamice Pakistan.
- Yasmin Rattansi, prima femeie Musulmană membră a Parlamentului Canadian.

### Aga Khan IV

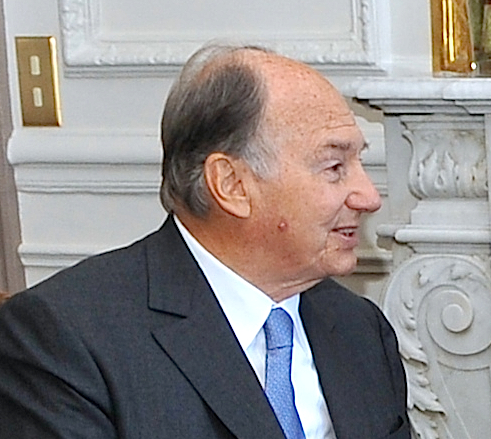
Prinţul Karim Aga Khan

Prințul Shah Karim Al Hussaini Aga Khan (IV) (Persană: شاه کریم حسینی، آقاخان چهارم‎) (Urdu: شاه کریم حسینی، آقاخان چهارم‎) (Aga Khan sau Aqa Khan and Agha Khan) n. 13 decembrie 1936 la Geneva, Elveția, este un magnat britanic, și cel de-al patruzeci și nouălea (și actualul) Imam al Ismailiților Nizariți. Aga Khan IV deține poziția de Imam de la data de 11 iulie 1957, când, la vârsta de douăzeci de ani, i-a succedat bunicului său, Sir Sultan Muhammad Shah Aga Khan III. Aga Khan susține că este descendent direct al profetului Mohammed, prin intermediul lui Ali ibn Abi Talib. 
În 1986, Aga Khan a stipulat versiunea curentă a Constituției Ismailite, un decret ecleziastic ce atestă Ismailiților Nizariți faptul că Aga Khan este „singura autoritate îndreptațită să interpreteze Coranul și să furnizeze îndrumare autoritară în privința oricarei probleme ce ține de credință”. Constituția formalizează astfel dreptul lui Aga Khan de a constitui singura autoritate și putere pentru guvernarea jamaatkhana urilor și instituțiilor Ismailite.
Revista Forbes l-a descris pe Aga Khan drept unul dintre cei mai bogați zece membrii ai familiilor regale, cu o avere estimată in 2010 la 800 de milioane de dolari net. Averea sa include o insulă privată in Bahamas, două avioane Bombardier un club exclusivist de iaht în Sardinia, și cateva proprietați în diverse colțuri ale mapamondului. Reședința sa principală este domeniul Aiglemont în orașul Gouvieux, Franța, la nord de Paris. În 2008, președintele francez de atunci, Nicolas Sarkozy l-a exonerat pe Aga Khan, cetațean britanic, de orice impozite directe și pe avere pe care acesta ar fi trebuit să le platească în Franța - economisindu-i astfel o sumă estimată la câteva miliarde de Euro. Instituțiile filantropice ale lui Aga Khan cheltuie aproximativ 600 de milioane de dolari anual, în special în Africa, Asia și Orientul Mijlociu.
Familie: Aga Khan s-a căsătorit pentru prima dată în anul 1969 cu fostul fotomodel britanic Sarah ("Sally") Frances Croker-Poole, care după căsătorie și-a luat numele de Begum Salimah Aga Khan. Cuplul a fost căsătorit pentru 25 de ani, și au avut trei copii în timpul mariajului (o fată și doi băieți). Cei doi au divorțat în 1995.
Aga Khan s-a căsătorit pentru a doua oară in 1998 cu Gabriele zu Leiningen, care după căsătorie și-a luat numele de Begum Inaara Aga Khan, de care a divorțat în 2014. Aga Khan a avut un fiu cu Begum Inaara.
Descendenții lui Aga Khan sunt:
- Prințesa Zahra Aga Khan (n. 18 septembrie 1970; cu Begum Salimah)
- Prințul Rahim Aga Khan (n. 12 octombrie 1971; cu Begum Salimah)
- Prințul Hussain Aga Khan (n. 10 aprilie 1974; cu Begum Salimah)
- Prințul Aly Muhammad Aga Khan (n. 7 martie 2000; cu Begum Inaara)

### Rețeaua de fundații Aga Khan
Rețeaua de fundații Aga Khan (Aga Khan Development Network, AKDN) este un grup de agenții private de dezvoltare al căror scop principal este acela de a îmbunătății condițiile de viață și oportunitațile sociale, îndeosebi în Africa sub-Sahariană, Asia Centrală și de Sud, și Orientul Mijlociu. AKDN a fost fondată și este gestionată de Prințul Karim Aga Khan IV, și activitățile sale se concentrează pe domenii precum sănătate, educație, cultură, dezvoltare rurală, dezvoltare instituțională, și promovarea dezvoltării economice. Obiectivul principal al AKDN este acela de a îmbunătății condițiile de viață și oportunitățile pentru cei dezavantajați, indiferent de credința sau originea lor. Bugetul anual al AKDN pentru activități non-profit depășește 600 de milioane de dolari anual. AKDN operează în 30 de țări și are un numar de aproximativ 80,000 de angajați, în special în țările în curs de dezvoltare.
Toate agențiile AKDN sunt non-profit și înregistrate în Elveția, cu trei excepții: 
- Universitatea Aga Khan (The Aga Khan University AKU), care este recunoscută de Guvernul Pakistanului drept o universitate internațională, și are astfel dreptul de a opera programe, sucursale și campusuri oriunde în lume.
- Universitatea Asiei Centrale (The University of Central Asia UCA)care este o universitate regională fondată în temeiul unui tratat internațional semnat între Tadjikistan, Kazahstan, Kîrgîzstan și Imamatul Ismailit.
- Fondul de Dezvoltare Economică Aga Khan (The Aga Khan Fund for Economic Development AKFED), singura agenție AKDN pentru-profit, înregistrată conform legislației elvețiene. Companiile care operează sub umbrela AKFED ca și companii comerciale, operează însă sub incidența legilor naționale ale țarilor în care iși au reședința. Scopul AKFED este de a genera profituri care sunt ulterior reinvestite în activități de dezvoltare.

AKDN constă în urmatoarele organizații:
- Academiile Aga Khan (Aga Khan Academies AKA)
- Agenția Aga Khan pentru Microfinanțare (Aga Khan Agency for Microfinance AKAM)
- Servicii Educaționale Aga Khan (Aga Khan Education Services AKES)
- Fundația Aga Khan (Aga Khan Foundation AKF)
- Fondul Aga Khan pentru Dezvoltare Economică (Aga Khan Fund for Economic Development AKFED)
- Servicii de sănătate Aga Khan (Aga Khan Health Services AKHS)
- Servicii de Planificare și Construcție Aga Khan (Aga Khan Planning and Building Services AKPBS)
- Trustul Aga Khan pentru Cultură (Aga Khan Trust for Culture AKTC)
- Universitatea Aga Khan (Aga Khan University AKU)
- Asistență Umanitară Focusată (Focus Humanitarian Assistance FOCUS)
- Universitatea Asiei Centrale (University of Central Asia UCA)